# 카라소그나투스과
카라소그나투스과는 페름기 후기 잠비아와 남아공 등지에서 살았던 키노돈트의 분류군이며 카라소그나투스과에는 카라소그나투스, 압달로돈, 심보돈이 속해 있다.